# Benzantracen
Benzantracenul (cunoscut și ca benz[a]antracen) este o hidrocarbură aromatică policiclică cu formula chimică C18H12.
Se află pe lista Agenției Internaționale pentru Cercetarea Cancerului ca fiind o substanță cancerigenă.